# Cruel
Cruel is een nummer van het Britse dj-duo Snakehips uit 2016, ingezongen door de Britse zanger Zayn.
Op "Cruel" zingt Zayn over een meisje dat hem geluk brengt in een harde wereld. De plaat werd in een aantal landen een kleine hit. Zo bereikte het in het Verenigd Koninkrijk een bescheiden 33e positie. In het Nederlandse taalgebied viel het nummer buiten de hoofdlijsten; het bereikte in Nederland de 9e positie in de Tipparade, en in Vlaanderen de 24e positie in de Tipparade.